# Сармего (Виченца)
Сармего је насеље у Италији у округу Виченца, региону Венето.
Према процени из 2011. у насељу је живело 504 становника. Насеље се налази на надморској висини од 22 м.